# El flautista de Vaucanson
El flautista (“Joueur de Flûte” originalment) va ser un autòmat creat l'any 1737 per l'enginyer francès Jacques Vaucanson. Aquest invent, es constituïa per la figura d'un flautista de la mida d'un home, que podia tocar fins a 12 melodies. Aquesta va ser la primera creació de Vaucanson que va causar gran repercussió.

## Descripció
Es tractava d'un autòmat que representava a un pastor que tocava la flauta. Aquest era de mida humana i reproduïa aquests sons amb la mecànica dels seus músculs artificials. L'inventor va recrear el funcionament d'una tràquea i la complexitat de la llengua amb sistemes de manxes i tubs. Els dits del flautista eren de fusta recoberta de tela que imitava la textura de la pell, indispensable per obtenir la sensibilitat 

## Història i procés de creació
El flautista va ser el primer invent exitós de Vaucanson. L'inventor i enginyer va decidir abandonar la seva ciutat natal (Grenoble), després d'haver treballat durant un temps en la reparació de rellotges i altres objectes, i es va traslladar a París. Allà, es va fascinar per multitud d'estatues que es troben a les Tulleries; més concretament, li va cridar l'atenció una estàtua que reprodueix la figura d'un flautista. Així doncs, Vaucanson va començar a plantejar-se com reproduir la figura d'un flautista de la manera més realista possible, i es va posar a treballar en aquesta.
Un oncle seu amb desconfiança en aquest projecte, que considerava de nul·la utilitat, el va intentar dissuadir de la creació d'aquest autòmat, ja que considerava que el seu nebot podia consagrar el seu geni i grans aptituds a activitats de més i millor profit. Vaucanson però, no va escoltar les peticions del seu oncle i va continuar desenvolupant el que seria el seu primer invent de gran repercussió. Així doncs, va crear finalment la figura d'un pastor a grandària natural que tocava la flauta.
Vaucanson no només va dotar la seva creació amb moviment a gairebé totes les parts del cos, sinó que a més per aconseguir l'efecte desitjat va passar mesos sencers investigant la manera de crear un material que simulés la pell humana. L'11 de Febrer de 1738 demostraria el seu androide rebent molt bones crítiques. Després de l'exposició, l'inventor guanyaria fama i prestigi, però encara més important, els fons necessaris per portar la seva creació a un nou nivell. Curosament aniria creant un mecanisme que simulés cada múscul, cada moviment d'un músic humà. Per això passaria dies sencers observant orquestres, arribant com a resultat a crear un autòmat capaç de tocar 12 melodies diferents. Havia après prou també d'anatomia per detallar cada part: els dits ben col·locats sobre els forats de l'instrument i els moviments dels llavis i la llengua.
Malauradament, i contra la seva voluntat, Vaucanson es veuria involucrat en la vaga de miners de França sent contractat per les autoritats per construir miners artificials. Aquestes invencions serien sabotejades per desconeguts i com a resultat diversos treballadors perdrien les seves vides. La culpa recauria sobre el mateix Vaucanson qui va haver d'escapar a l'exili perdent en el procés totes les seves invencions. Més de mig segle després seria el mateix Goethe qui comencés una recerca dels autòmats, tristament trobant diversos destruïts o avariats més enllà de qualsevol objecció.
El gran invent de Vaucanson però, va ser l'ànec amb aparell digestiu, que era un autòmat capaç de menjar de la mà, empassar el menjar, digerir-lo i expulsar-lo em forma d'excrements. Aquest invent va ser just la següent invenció de Vaucanson després d'El flautista, l'any 1739.